# Hasso Damm
Hasso Thaddäus Walter Damm (* 23. April 1928 in München; † 15. Juni 2020 in Ober-Mörlen) war ein deutscher Autor von Kinder- und Jugendliteratur. Seine bekanntesten Werke sind Locke und die Fußballstiefel und Treffpunkt: Mürrischer Löwe.

## Leben
Hasso Damm wurde 1928 als erstes Kind seiner Eltern in München geboren. Ursprünglich stammt seine Familie aus Klotzsche, Dresden. Sein Vater studierte zur Zeit seiner Geburt in München Zahnmedizin. Später kehrte die Familie nach Sachsen zurück. Hasso Damm besuchte das Humanistische Staats-Gymnasium (ehem. Königlich Sächsisches Gymnasium) in Dresden bis zu seinem siebzehnten Lebensjahr. Seine Lieblingsfächer waren Deutsch, Griechisch und Latein. Aufgrund des Krieges erhielt er das Notabitur. Ab Anfang 1945 diente Damm im Reichsarbeitsdienst.
Nach dem II. Weltkrieg musste Damm seinen Wunsch, Germanistik zu studieren, zunächst zurückstellen. Wegen der damals geltenden Vergabe-Richtlinien (Numerus clausus) gingen die raren Studienplätze bevorzugt an ältere Kriegsteilnehmer. Später studierte Damm Rechtswissenschaften und Volkswirtschaft an der Universität Jena. Bevor er das Studium beenden konnte, wechselte er wegen politisch motivierter Repressalien durch die sowjetische Kommandantur nach einigen Semestern in die westliche Besatzungszone nach Hessen. Später folgten zwei Semester Theologie in Marburg und die Fortsetzung seines Rechtswissenschaftsstudiums. Neben seinem Studium und dann hauptberuflich bis zu seiner Pensionierung arbeitete er in der US-Verwaltung der Amerikanischen Besatzungszone.
Angeregt durch seine Arbeit im Jugendbereich begann Hasso Damm, die von ihm an Lagerfeuer-Abenden  ersonnenen Geschichten niederzuschreiben und zu sammeln. Hieraus entstanden einige veröffentlichte Kurzgeschichten sowie zwei Jugendbücher. Besonders Locke und die Fußballstiefel prägte Fußballspieler und -trainer (z. B. Volker Finke) und  Sportjournalisten wie Axel Hacke, der Damm für dessen „Locke“ in seinem Buch Fußballgefühle würdigt. Trotz des Erfolges betrieb Hasso Damm die Schriftstellerei nur nebenberuflich.
Sportlich engagierte sich Hasso Damm vor allem als Handball-Trainer. Er starb im Juni 2020 im Alter von 92 Jahren im hessischen Ober-Mörlen.

## Werke
- 1955: Allerhand von Kadi. In: Rasselbande. Heinrich Bauer Verlag, Bd. 26, 12/1955.
- 1957: Locke und die Fußballstiefel. Neuer Jugendschriften-Verlag, Hannover 1957.
- 1957: Treffpunkt: Mürrischer Löwe. Bayerische Verlagsanstalt, Bamberg 1957.